# Kyrylo Mieshkov
Kyrylo Mieshkov –en ucraniano, Кирило Мєшков– es un deportista ucraniano que compite en lucha libre. Ganó una medalla de bronce en el Campeonato Europeo de Lucha de 2018, en la categoría de 92 kg.

## Palmarés internacional
| Campeonato Europeo | Campeonato Europeo | Campeonato Europeo | Campeonato Europeo |
| Año                | Lugar              | Medalla            | Categoría          |
| ------------------ | ------------------ | ------------------ | ------------------ |
| 2018               | Kaspisk (Rusia)    | Medalla de bronce  | 92 kg              |